# Pagode do Grande Ganso Selvagem
O pagode do Grande Ganso Selvagem é um pagode situado no sul de Xian, na província de Shaanxi, na China. A estrutura foi construída em 652 durante a Dinastia Tang. O pagode foi construído para guardar sutras e estátuas do Buda que foram trazidos à China pelo tradutor de escrituras budistas Xuanzang. Tem 64 metros de altura e, do alto, oferece belas vistas sobre a cidade de Xi'an.

## Galeria

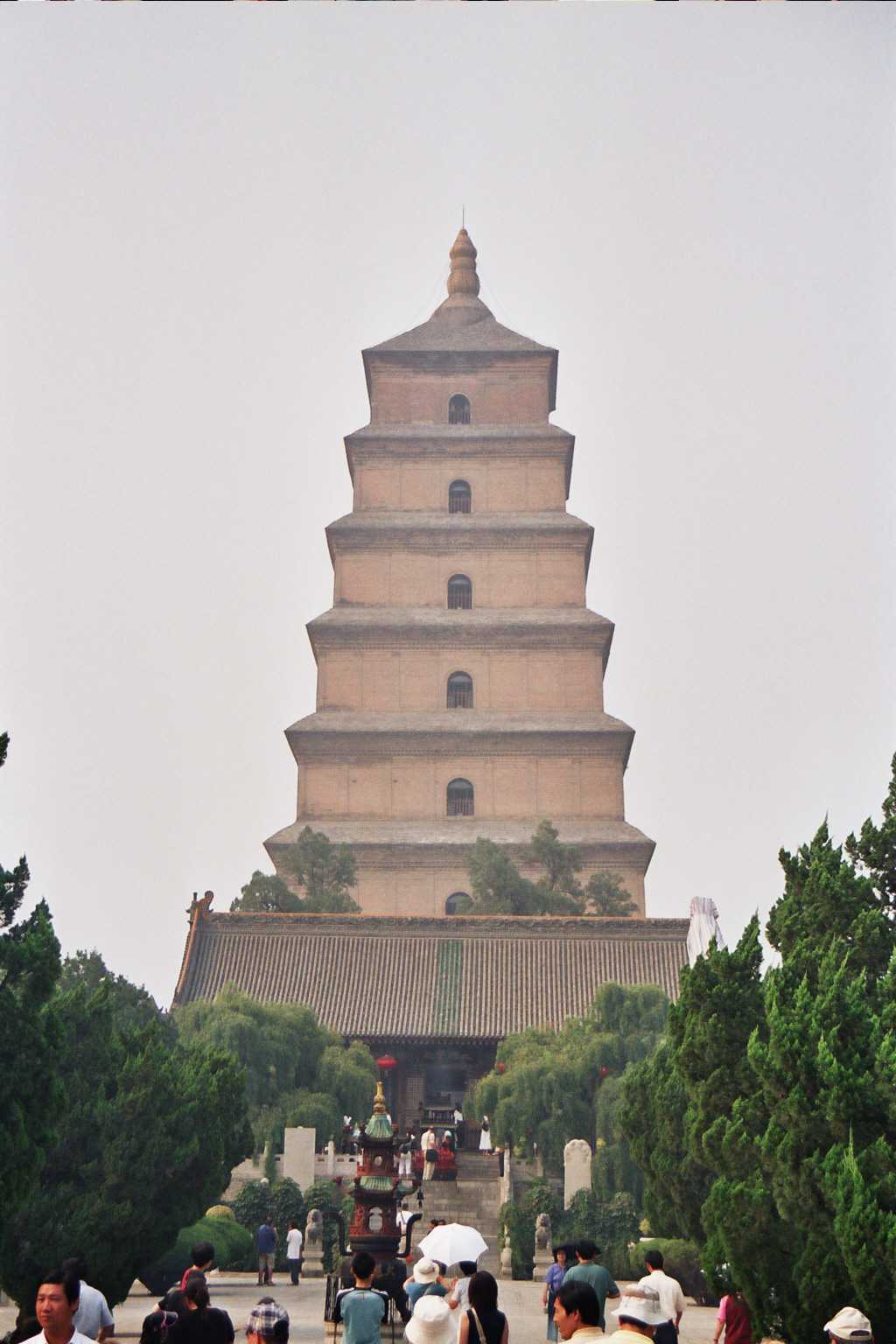
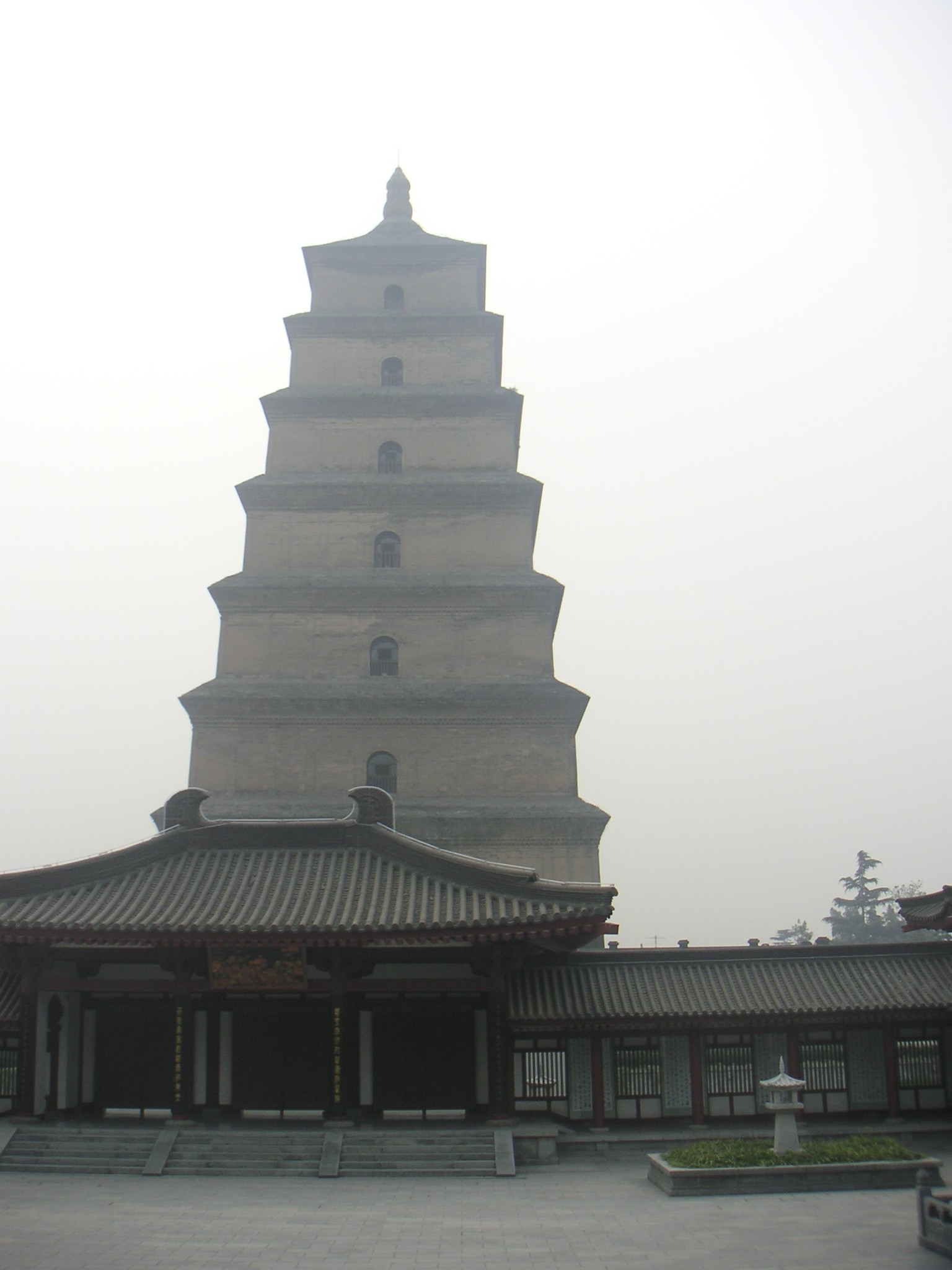
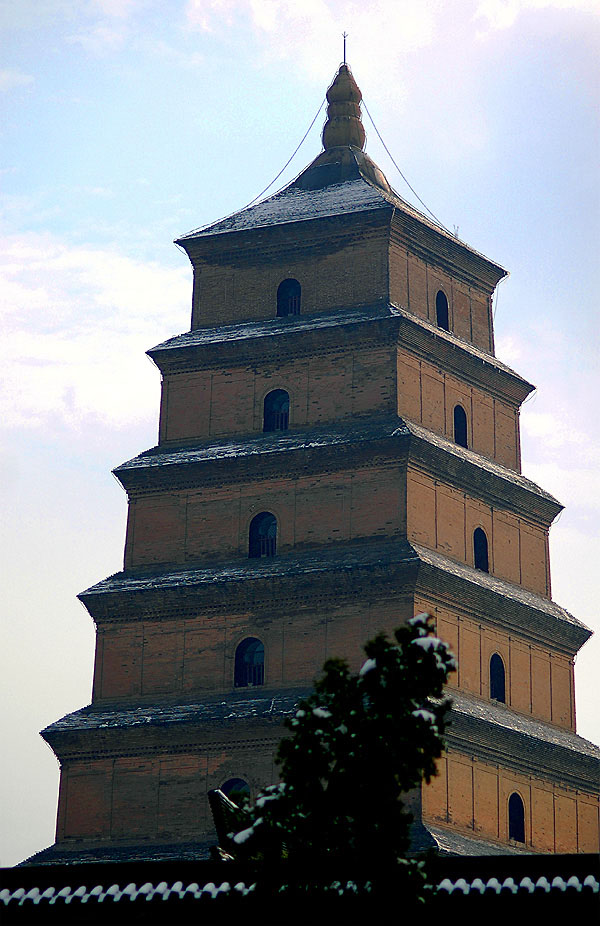